# Boliche nos Jogos Pan-Americanos de 2011 - Duplas femininas
A competição das duplas femininas foi um dos eventos do boliche nos Jogos Pan-Americanos de 2011, em Guadalajara. Foi disputada no Bolerama Tapatío nos dias 24 e 25 de outubro.

## Calendário
Horário local (UTC-6).
| Data          | Horário | Fase                  |
| ------------- | ------- | --------------------- |
| 24 de outubro | 10:00   | Qualificação 1        |
| 25 de outubro | 10:00   | Qualificação 2 Finais |

## Medalhistas
| Ouro   | USA Elizabeth Johnson e Kelly Kulick      |
| Prata  | MEX Sandra Góngora e Miriam Zetter        |
| Bronze | COL Anggie Ramírez e María José Rodríguez |

## Resultados
| Pos.              | País                     | Jogadoras            | Fase 1 (Jogos 1–6) | Fase 1 (Jogos 1–6) | Fase 1 (Jogos 1–6) | Fase 1 (Jogos 1–6) | Fase 1 (Jogos 1–6) | Fase 1 (Jogos 1–6) | Fase 1 (Jogos 1–6) | Fase 1 (Jogos 1–6) | Fase 1 (Jogos 1–6) | Fase 2 (Jogos 7–12) | Fase 2 (Jogos 7–12) | Fase 2 (Jogos 7–12) | Fase 2 (Jogos 7–12) | Fase 2 (Jogos 7–12) | Fase 2 (Jogos 7–12) | Fase 2 (Jogos 7–12) | Fase 2 (Jogos 7–12) | Total |
| Pos.              | País                     | Jogadoras            | 1                  | 2                  | 3                  | 4                  | 5                  | 6                  | Total              | Média              | Pos.               | 7                   | 8                   | 9                   | 10                  | 11                  | 12                  | Total               | Média               | Total |
| ----------------- | ------------------------ | -------------------- | ------------------ | ------------------ | ------------------ | ------------------ | ------------------ | ------------------ | ------------------ | ------------------ | ------------------ | ------------------- | ------------------- | ------------------- | ------------------- | ------------------- | ------------------- | ------------------- | ------------------- | ----- |
| Medalha de ouro   | USA Estados Unidos       | Elizabeth Johnson    | 213                | 203                | 225                | 248                | 194                | 211                | 1294               | 215.7              | 1                  | 279                 | 203                 | 208                 | 214                 | 222                 | 213                 | 2633                | 219.4               | 5257  |
| Medalha de ouro   | USA Estados Unidos       | Kelly Kulick         | 228                | 202                | 196                | 236                | 206                | 224                | 1292               | 215.3              | 1                  | 193                 | 209                 | 247                 | 270                 | 223                 | 190                 | 2624                | 218.7               | 5257  |
| Medalha de prata  | MEX México               | Sandra Góngora       | 186                | 211                | 193                | 233                | 174                | 186                | 1183               | 197.2              | 6                  | 245                 | 215                 | 170                 | 233                 | 247                 | 236                 | 2529                | 210.8               | 4929  |
| Medalha de prata  | MEX México               | Miriam Zetter        | 178                | 178                | 177                | 186                | 230                | 171                | 1120               | 186.7              | 6                  | 201                 | 256                 | 238                 | 228                 | 184                 | 173                 | 2400                | 200.0               | 4929  |
| Medalha de bronze | COL Colômbia             | Anggie Ramírez       | 196                | 232                | 203                | 186                | 269                | 148                | 1234               | 205.7              | 2                  | 216                 | 163                 | 211                 | 208                 | 202                 | 220                 | 2454                | 204.5               | 4851  |
| Medalha de bronze | COL Colômbia             | María José Rodríguez | 193                | 187                | 192                | 180                | 207                | 178                | 1137               | 189.5              | 2                  | 215                 | 180                 | 227                 | 215                 | 192                 | 231                 | 2397                | 199.8               | 4851  |
| 4                 | CAN Canadá               | Caroline Lagrange    | 176                | 234                | 209                | 204                | 194                | 158                | 1175               | 195.8              | 3                  | 195                 | 233                 | 267                 | 256                 | 225                 | 190                 | 2541                | 211.8               | 4827  |
| 4                 | CAN Canadá               | Jennifer Park        | 190                | 188                | 224                | 210                | 190                | 190                | 1192               | 198.7              | 3                  | 206                 | 166                 | 187                 | 166                 | 167                 | 202                 | 2286                | 190.5               | 4827  |
| 5                 | VEN Venezuela            | Patricia de Faria    | 173                | 167                | 210                | 177                | 211                | 176                | 1114               | 185.7              | 7                  | 204                 | 201                 | 190                 | 207                 | 214                 | 222                 | 2352                | 196.0               | 4813  |
| 5                 | VEN Venezuela            | Karen Marcano        | 186                | 185                | 179                | 226                | 191                | 179                | 1146               | 191.0              | 7                  | 188                 | 222                 | 211                 | 219                 | 257                 | 218                 | 2461                | 205.1               | 4813  |
| 6                 | DOM República Dominicana | Aura Guerra López    | 141                | 181                | 184                | 135                | 231                | 190                | 1062               | 177.0              | 8                  | 211                 | 176                 | 234                 | 237                 | 213                 | 204                 | 2337                | 194.8               | 4586  |
| 6                 | DOM República Dominicana | María Vilas          | 212                | 174                | 205                | 178                | 186                | 169                | 1124               | 187.3              | 8                  | 159                 | 157                 | 149                 | 193                 | 276                 | 191                 | 2249                | 187.4               | 4586  |
| 7                 | GUA Guatemala            | Sofía Rodríguez      | 211                | 201                | 193                | 183                | 204                | 214                | 1206               | 201.0              | 4                  | 204                 | 222                 | 208                 | 188                 | 180                 | 185                 | 2393                | 199.4               | 4577  |
| 7                 | GUA Guatemala            | Ximena Soto          | 192                | 202                | 173                | 196                | 194                | 191                | 1148               | 191.3              | 4                  | 179                 | 197                 | 164                 | 191                 | 146                 | 159                 | 2184                | 182.0               | 4577  |
| 8                 | CHI Chile                | Constanza Bahamondez | 204                | 203                | 190                | 187                | 189                | 210                | 1183               | 197.2              | 5                  | 161                 | 153                 | 137                 | 187                 | 188                 | 161                 | 2170                | 180.8               | 4464  |
| 8                 | CHI Chile                | Andrea Rojas         | 224                | 192                | 168                | 189                | 177                | 182                | 1132               | 188.7              | 5                  | 170                 | 205                 | 209                 | 175                 | 224                 | 179                 | 2294                | 191.2               | 4464  |
| 9                 | ARU Aruba                | Kamilah Dammers      | 168                | 168                | 168                | 201                | 142                | 147                | 994                | 165.7              | 11                 | 197                 | 247                 | 185                 | 171                 | 175                 | 206                 | 2175                | 181.3               | 4446  |
| 9                 | ARU Aruba                | Thashaïna Seraus     | 155                | 165                | 184                | 178                | 216                | 221                | 1119               | 186.5              | 11                 | 202                 | 194                 | 173                 | 146                 | 195                 | 242                 | 2271                | 189.3               | 4446  |
| 10                | BRA Brasil               | Stephanie Martins    | 189                | 171                | 178                | 207                | 209                | 158                | 1112               | 185.3              | 10                 | 181                 | 166                 | 222                 | 184                 | 188                 | 170                 | 2223                | 185.3               | 4437  |
| 10                | BRA Brasil               | Marizete Scheer      | 226                | 140                | 139                | 171                | 171                | 174                | 1021               | 170.2              | 10                 | 183                 | 268                 | 175                 | 198                 | 191                 | 178                 | 2214                | 184.5               | 4437  |
| 11                | PUR Porto Rico           | Mariana Ayala        | 199                | 150                | 159                | 177                | 160                | 178                | 1023               | 170.5              | 13                 | 171                 | 157                 | 195                 | 223                 | 211                 | 135                 | 2115                | 176.3               | 4265  |
| 11                | PUR Porto Rico           | Yoselín León         | 158                | 183                | 172                | 179                | 171                | 158                | 1021               | 170.2              | 13                 | 180                 | 193                 | 164                 | 189                 | 227                 | 176                 | 2150                | 179.2               | 4265  |
| 12                | CRC Costa Rica           | María Delgado        | 212                | 178                | 188                | 186                | 236                | 205                | 1205               | 200.8              | 9                  | 184                 | 155                 | 171                 | 181                 | 161                 | 164                 | 2221                | 185.1               | 4253  |
| 12                | CRC Costa Rica           | María Villalobos     | 143                | 158                | 156                | 177                | 154                | 158                | 946                | 157.7              | 9                  | 170                 | 180                 | 193                 | 193                 | 164                 | 186                 | 2032                | 169.3               | 4253  |
| 13                | PER Peru                 | Verónica Delgado     | 167                | 150                | 183                | 178                | 140                | 174                | 992                | 165.3              | 15                 | 161                 | 189                 | 160                 | 188                 | 185                 | 237                 | 2112                | 176.0               | 4180  |
| 13                | PER Peru                 | Connie Seragaki      | 115                | 179                | 194                | 157                | 181                | 176                | 1002               | 167.0              | 15                 | 160                 | 193                 | 212                 | 159                 | 178                 | 164                 | 2068                | 172.3               | 4180  |
| 14                | ESA El Salvador          | Carmen Granillo      | 166                | 135                | 162                | 199                | 175                | 171                | 1008               | 168.0              | 12                 | 191                 | 134                 | 170                 | 159                 | 197                 | 191                 | 2050                | 170.8               | 4116  |
| 14                | ESA El Salvador          | Eugenia Quintanilla  | 180                | 175                | 173                | 167                | 169                | 191                | 1055               | 175.8              | 12                 | 194                 | 150                 | 149                 | 156                 | 171                 | 191                 | 2066                | 172.2               | 4116  |
| 15                | BER Bermudas             | Gloria Dill          | 162                | 188                | 153                | 158                | 179                | 176                | 1016               | 169.3              | 14                 | 198                 | 147                 | 200                 | 176                 | 157                 | 180                 | 2074                | 172.8               | 4003  |
| 15                | BER Bermudas             | Dianne Jones         | 190                | 177                | 144                | 177                | 162                | 146                | 996                | 166.0              | 14                 | 144                 | 159                 | 191                 | 146                 | 118                 | 175                 | 1929                | 160.8               | 4003  |
| 16                | BAH Bahamas              | Justina Sturrup      | 142                | 138                | 159                | 124                | 171                | 182                | 916                | 152.7              | 16                 | 158                 | 143                 | 169                 | 143                 | 154                 | 141                 | 1824                | 152.0               | 3784  |
| 16                | BAH Bahamas              | Joanne Woodside      | 151                | 169                | 163                | 210                | 141                | 155                | 989                | 164.8              | 16                 | 155                 | 117                 | 189                 | 166                 | 164                 | 180                 | 1960                | 163.3               | 3784  |